# Osmanische Verfassung

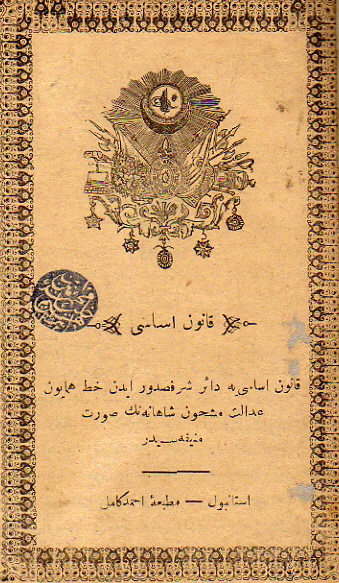
Titelblatt des Ḳānūn-ı Esāsī mit abgebildetem Staatswappen (mit der Tughra Abdülhamids II. oberhalb des liegenden Halbmonds), Istanbul 1876/1877

Die Osmanische Verfassung (osmanisch قانون اساسی İA Ḳānūn-ı Esāsī, deutsch ‚Grundgesetz‘; französisch Constitution ottomane) vom 23. Dezember 1876 war die erste und zusammen mit dem Verfassungsgesetz von 1921 („Doppelverfassungsperiode“) die letzte schriftlich fixierte Verfassung des Osmanischen Reiches. Kern des im Zuge des Konstitutionalismus des 19. Jahrhunderts entstandenen Grundgesetzes war die Einführung eines Zweikammernparlaments und damit der Weg in die konstitutionelle Monarchie. Der Sultan gab die alleinige Wahrnehmung gewisser Rechte auf („freiwillige Selbstbeschränkung“), bestimmte aber weiterhin über Gesetzgebung und besonders durch sein unbeschränktes Verbannungsrecht aus Art. 113 Satz 3 über das Schicksal seiner Untertanen.
Nach der Schließung des Parlaments im Februar 1878 herrschte Sultan Abdülhamid II. – über dreißig Jahre lang – bis zur erzwungenen Einberufung des Parlaments im Juli 1908 als absoluter Monarch. Die Verfassung blieb aber formell in Kraft und wurde auch weitgehend weiter angewendet. Nur das Parlament wurde nicht mehr einberufen. Mit der Verfassungsänderung vom August 1908 entwickelte sich das System der Verfassung zu einer parlamentarischen Monarchie. Zwischen den Jahren 1921 und 1923 wurde die Verfassung durch das von der Großen Nationalversammlung unter Vorsitz Mustafa Kemal Paschas verabschiedete Verfassungsgesetz samt Anhang und Abänderungen schrittweise außer Kraft gesetzt. Nach der Gründung der Republik Türkei trat schließlich am 24. Mai 1924 die Verfassung vom 20. April 1924 in Kraft, womit das Osmanische Grundgesetz aufgehoben wurde.

## Verfassungsgeschichte

### Bündnisvertrag

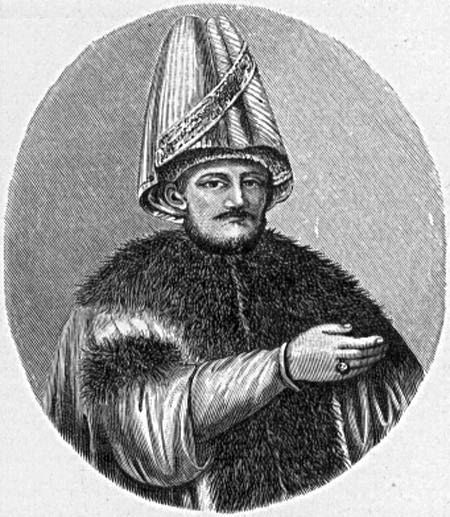
Alemdar Mustafa Pascha

Im Jahr 1807 revoltierten die Janitscharen unter Führung Kabakçı Mustafas, entthronten den „ungläubigen Sultan“ Selim III., der mit Hilfe europäischer Ausbilder die Armee zu reorganisieren versuchte (Nizâm-ı Cedîd), und setzten Mustafa IV. als Herrscher ein. Dieser beabsichtigte, vorangegangene Reformen rückgängig zu machen, woraufhin Alemdar Mustafa Pascha aus Rustschuk mit seiner Armee nach Istanbul marschierte. Um seine bevorstehende Entmachtung zu vereiteln, erließ der Sultan den Todesbefehl über Selim und Mahmud. Während Selim getötet wurde, gelang es Mahmud – neben Mustafa nun der einzige noch lebende legitime Thronanwärter –, den Henkern zu entkommen und am 28. Juli 1808 den Thron zu besteigen. Alemdar Mustafa Pascha selbst wurde der Großwesir des Sultans.
Zu jener Zeit herrschten zwischen der Zentralgewalt und regionalen Machthabern (aʿyān, derebey) in Anatolien und Rumelien „Zustände von Gehässigkeit und Zwietracht“. Der Großwesir lud jene Landherren zu Gesprächen in die Hauptstadt ein, wo sie am 29. September 1808 aufgenommen wurden. Die Teilnehmer trafen zeitgenössischen Berichten nach mit 70.000 eigenen Soldaten in Istanbul ein und wurden außerhalb der Stadt untergebracht. Am 7. Oktober 1808 unterzeichneten sie den sogenannten Bündnisvertrag (سند اتفاق / Sened-i İttifāḳ, auch ‚Dokument der Einhelligkeit, Allianzpakt‘), durch den der Sultan auf seine Verfügungsgewalt über Leben und Eigentum der Aʿyān und Derebeys verzichtete. Das Dokument gewährte – ähnlich wie die Magna Carta dem Adel in England  – den Landherren grundlegende Freiheiten gegenüber dem osmanischen Herrscher. Im Gegenzug erkannten sie die Zentralmacht an und sprachen dem Sultan ihre Treue aus.
Am 14. November 1808 kam Alemdar Mustafa Pascha bei einem Janitscharenaufstand ums Leben. Zur Sicherung seines Throns reagierte Mahmud II. mit der Tötung seines im Kafes befindlichen Halbbruders und Vorgängers Mustafa. Mit dem Tod Alemdar Mustafa Paschas, der treibenden Kraft hinter dem Sened-i İttifāḳ. hatte der als erster Schritt zur konstitutionellen Monarchie geltende und in aller Regel an den Beginn der türkischen Verfassungsgeschichte gestellte Vertrag faktisch seine Gültigkeit verloren. Schließlich weigerten sich auch spätere Großwesire, das Dokument mit materiellem Verfassungscharakter zu unterzeichnen.

### Edikt von Gülhane

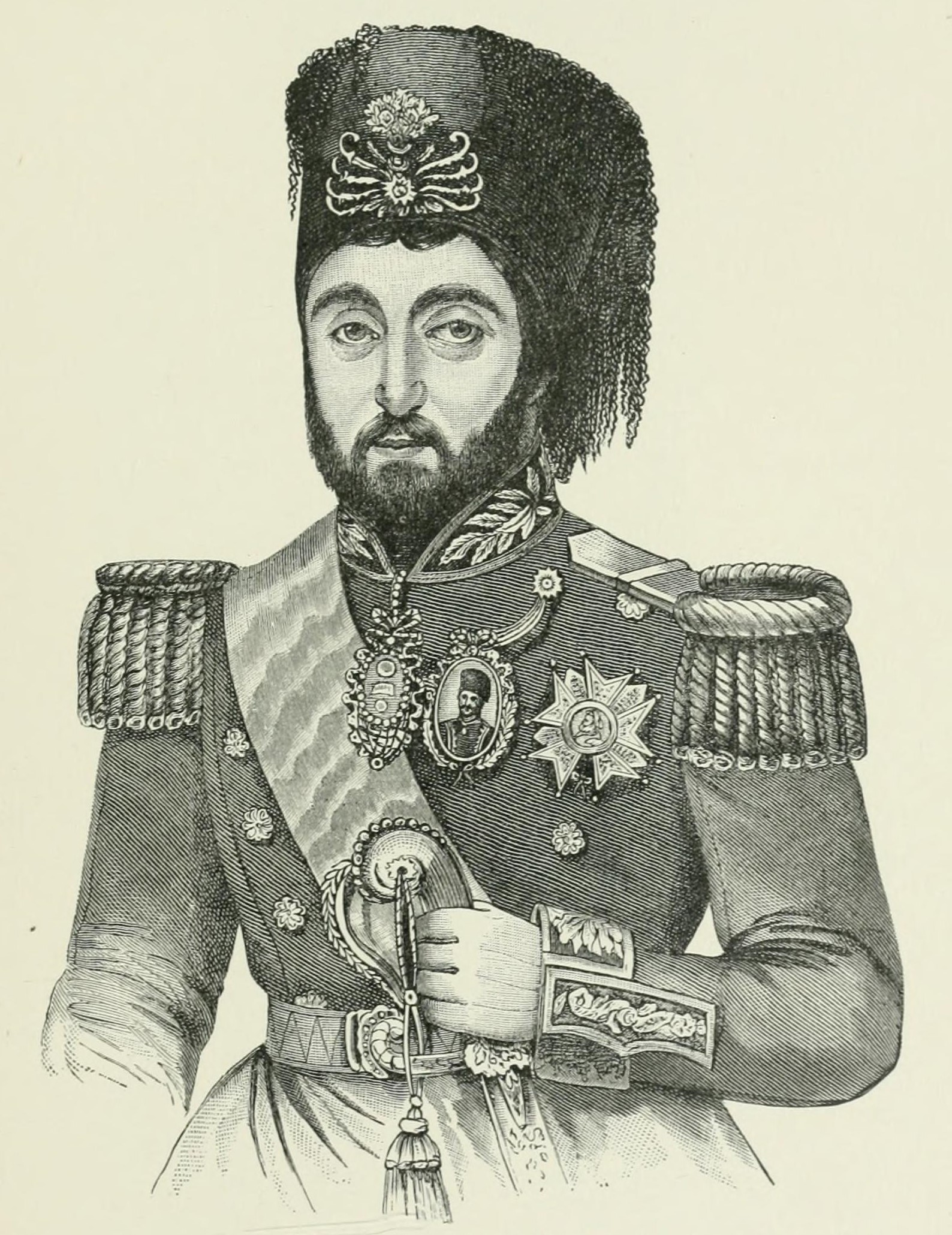
Mustafa Reşid Pascha, der „Vater der Tanzimat“

Nach dem Tod Mahmuds II. folgte ihm am 2. Juli 1839 sein Sohn Abdülmecid I. auf den Thron. Im Einklang mit den ausdrücklichen Anweisungen seines Vaters machte er sich daran, die Reformen durchzuführen, denen Mahmud sich gewidmet hatte. Am 3. November 1839 verlas Außenminister Mustafa Reşid Pascha, der „Vater der Tanzimat“, im Gülhane-Park ein von ihm maßgeblich erarbeitetes und als osmanische Fortsetzung der französischen Erklärung der Menschen- und Bürgerrechte geltendes Edikt (خط شريف / Ḫaṭṭ-ı Şerīf / ‚erhabenes Handschreiben‘), mit dem eine Epoche grundlegender Reformen (تنظيمات خيریه / Tanẓīmāt-ı Ḫayrīye / ‚wohltätige Verordnungen‘) eingeläutet wurde. Das Handschreiben enthielt die Grundlinien dieser Neuordnung und garantierte unabhängig von der Religionszugehörigkeit den Schutz „des Lebens, der Ehre und des Vermögens der Bevölkerung“. Des Weiteren versicherte der Sultan die Öffentlichkeit von Gerichtsverfahren, die gerechte Verteilung von Steuern und die Reduzierung der Wehrdienstdauer auf vier bis fünf Jahre.
Im formellen Sinn war dieser Erlass keine Verfassung und ebenfalls kein einklagbares Recht. Gleichwohl spielte das Ḫaṭṭ-ı Şerīf von 1839 eine bedeutende Rolle in der Verfassungsentwicklung des Reiches, zumal es als ein Versprechen der späteren Verfassung angesehen wird.

### Erneuerungserlass
Der Erneuerungserlass der Hohen Pforte (خط همايون / Ḫaṭṭ-ı Hümāyūn / ‚Großherrliches Handschreiben‘) wurde am 18. Februar 1856, also 18 Tage nach dem Waffenstillstand im Krimkrieg, verkündet. Er bestätigte und entwickelte die Reformen von Gülhane weiter.
Vorgebliches Ziel des Schreibens war die gänzliche Gleichstellung zwischen muslimischen und nichtmuslimischen Untertanen (Dhimma), indem das Millet-System aufgelöst und allen Religionsgemeinschaften das osmanische Untertansrecht zugesprochen wurde. So wurde Nichtmuslimen der bis dahin, außer der Millet-i Rum („griechische Glaubensnation“), verwehrte Zugang zu Staatsposten sowie die Aufnahme in Militärschulen ermöglicht. Auch hinsichtlich der zu entrichtenden Steuern (vgl. Dschizya) strebte der Staat eine Gleichstellung an. Im Sinne ebendieser Gleichstellung bestimmte das Handschreiben, dass gleiche Rechte auch gleiche Pflichten mit sich bringen. So waren Nichtmuslime nun wehrpflichtig, konnten allerdings zur Befreiung einen Ersatzmann stellen oder eine Wehrsteuer (اعانهٔ عسكریه / iʿāne-ʾi ʿaskerīye, später بدل عسكری / bedel-i ʿaskerī) entrichten.
Infolge des Handschreibens erarbeiteten die griechisch-orthodoxen, armenisch-orthodoxen und jüdischen Glaubensgemeinschaften zur Regelung ihrer eigenen (vorwiegend administrativen und religiösen) Angelegenheiten Bestimmungen, mit denen eigene Parlamente gebildet wurden. Diese Bestimmungen (offiziell Rum Patrikliği Nizâmâtı von 1862, Ermeni Patrikliği Nizâmâtı von 1863 und Hahamhâne Nizâmâtı von 1865) wurden von ihnen und im Westen jeweils als „Verfassung“ (constitution) tituliert. Krikor Odian, Mitverfasser der armenischen „Nationalverfassung“ (Ազգային սահմանադրութիւն Azgayin sahmanadrowt'iwn), betätigte sich später als Berater auch im Ausschuss für die Osmanische Verfassung.

### Verfassung

#### Erste Verfassungsperiode

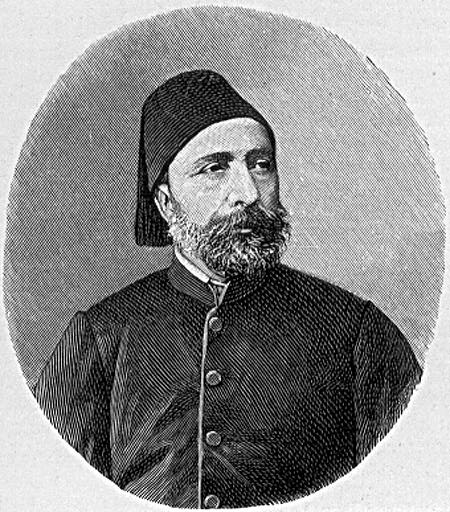
Midhat Pascha, der „Vater der Verfassung“

In den Jahren 1875 und 1876 brachen in der Herzegowina und Bulgarien Aufstände (siehe Aprilaufstand) aus. Außenpolitisch näherte man sich im Palast Russland an, das den Rebellen allerdings Unterstützung zusagte. Ein Protest Mitte Mai 1876 gegen diese Annäherung führte unter anderem zur Entlassung des Großwesirs Mahmud Nedim Pascha und der Neubesetzung der obersten Posten. Zum Großwesir wurde Mütercim Mehmed Rüşdi Pascha, zum Scheichülislam Hasan Hayrullah Efendi und zum Kriegsminister Hüseyin Avni Pascha erhoben. Diese setzten zusammen mit Midhat Pascha, dem Vorsitzenden des Staatsrates, den Herrscher Abdülaziz am 30. Mai 1876 ab und seinen Neffen Mehmed Murad Efendi als Murad V. ein. In den folgenden Tagen führten grundlegende Meinungsverschiedenheiten zwischen Hüseyin Avni Pascha, der sich gegen eine Konstitution aussprach, und dem Verfassungsbefürworter Midhat Pascha zu einer Spaltung. Großwesir Rüşdi Pascha sprach sich für die Seite Avni Paschas aus und vertrat die Ansicht, dass die Annahme einer Verfassung in Anbetracht der psychischen Störungen Murads V. unangebracht sei und nicht in Frage komme. Am 15. Juni 1876 wurde Hüseyin Avni Pascha während einer Versammlung im Haus Midhat Paschas von einem Anhänger des abgesetzten und ermordeten Abdülaziz angeschossen und erdolcht.
Am 30. Juni 1876 erklärten die Fürstentümer Serbien (siehe Serbisch-Osmanischer Krieg) und Montenegro dem Osmanischen Reich den Krieg. Mittlerweile drängte Großbritannien zur Abhaltung einer Konferenz, um einen drohenden Russisch-Osmanischen Krieg zu verhindern und den Aufständischen größere Autonomie zuzusprechen. Um einem etwaigen ausländischen Eingriff entgegenzuwirken und einer solchen „Drohung die Spitze abzubrechen“, drängte Midhat Pascha auf die baldige Ausrufung einer Verfassung, die vor der geplanten Konferenz in Kraft treten und allen osmanischen Untertanen gleiche Rechte gewähren sollte.
Um den kranken Murad V. absetzen zu können, nahm Midhat Pascha Gespräche mit dessen Bruder Abdülhamid auf und bot ihm, unter der Bedingung einer Verfassungsannahme, den Thron an. Als Abdülhamid verlautbaren ließ, dass er die neue Verfassung annehmen werde, wurde er am 31. August 1876 als Abdülhamid II. auf den Thron gebracht. Der neue Sultan ließ sich nun jedoch mit der Einlösung seiner Versprechen, insbesondere der Einberufung eines Verfassungsausschusses, Zeit, willigte letztendlich aber auf weiteren Druck Midhat Paschas ein.
Ein erster Beratungsausschuss, der das weitere Vorgehen bestimmen sollte und dem 20 Ulama und höhere Staatsbeamte angehörten, wurde am 30. September 1876 per kaiserlichen Erlass einberufen. Den Vorsitz führte Midhat Pascha. Dem Ausschuss wurden Midhat Paschas 59 Artikel umfassendes „Neues Gesetz“ (قانون جديد / Ḳānūn-ı Cedīd) sowie Said Paschas auf der Übersetzung französischer Verfassungsgesetze (diejenigen von 1848 und 1852) basierender Entwurf vorgelegt. Da sich unter den Ausschussmitgliedern auch Verfassungsgegner befanden, kam es zu heftigen Streitereien, worüber auch die Presse berichtete. Nur eine Woche nach Gründung beschloss der Ministerrat daher die Auflösung des bestehenden und die Einberufung eines neuen Ausschusses. Am 8. Oktober 1876 wurden die Namen der Mitglieder des Verfassungsausschusses, auch „Spezialausschuss“ genannt, bekanntgegeben. Die Zahl der Mitglieder wird in einer Vielzahl von Quellen mit 28 angegeben: zwei Militärs, zehn Ulama und 13 muslimische sowie drei christliche Beamte. Tatsächlich bestand die Kommission zunächst aus 25 Personen (am 15. Oktober 1876 stieg die Anzahl auf 33, am 4. November 1876 auf 38) unter Vorsitz Server, wahrscheinlicher aber Midhat Paschas. Um effizienter arbeiten zu können, wurden Arbeitsgruppen, etwa für Regelungen bezüglich der Verwaltung, gebildet.

Namık Kemal Bey

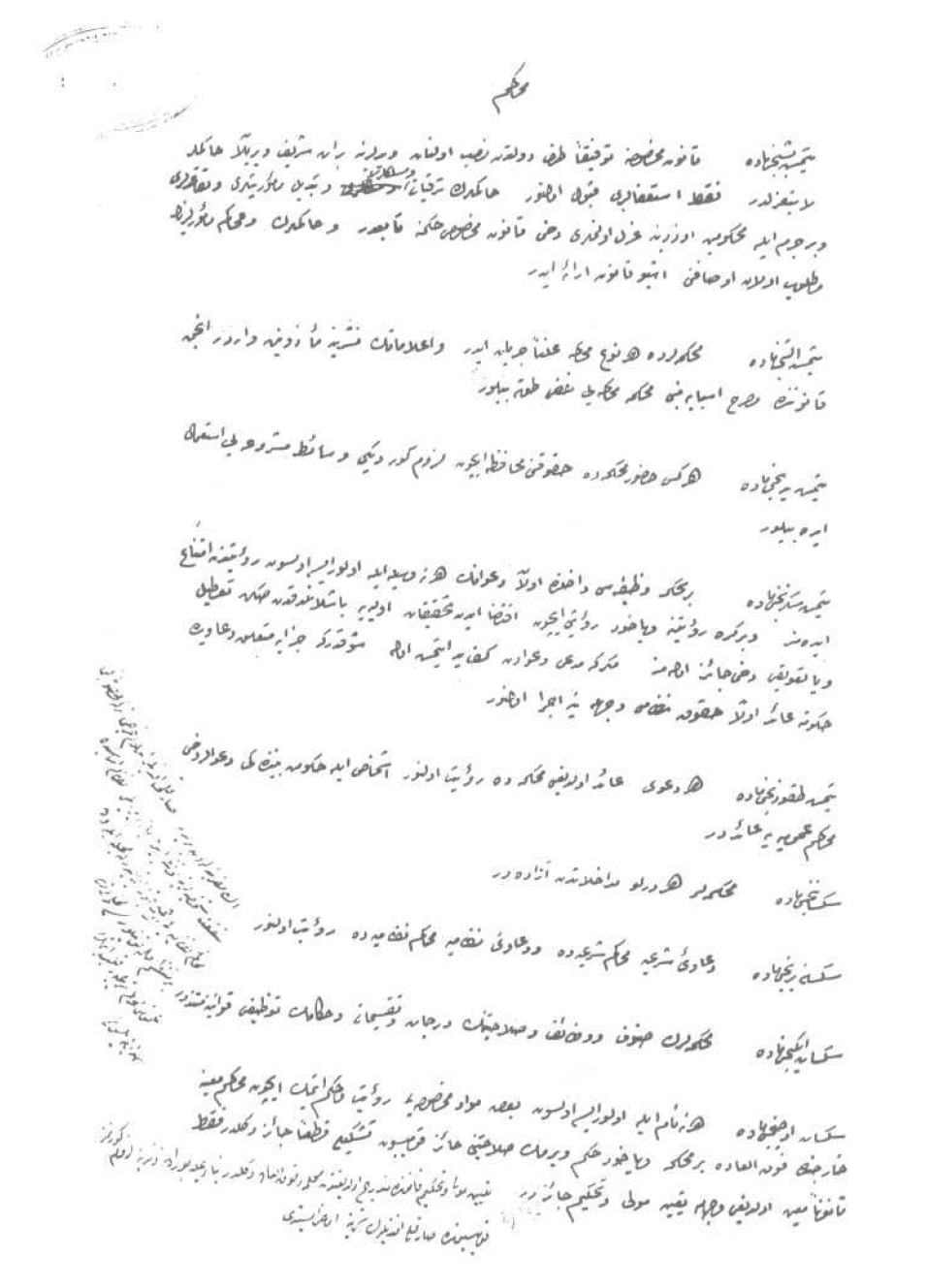
Ausschnitt (Art. 75–83, Abschnitt Mehākim) aus einem Entwurf mit Kommentierungen Namık Kemal Beys

Bei der Erstellung eines Verfassungsentwurfs wurden, neben den erwähnten Werken Midhat und Said Paschas, Süleyman Hüsnü Paschas „Grundgesetzentwurf“ (قانون اساسی مسوده سی / Ḳānūn-ı Esāsī Müsveddesi) sowie möglicherweise die Belgische und die Preußische Verfassung herangezogen. Die erarbeiteten Verfassungsentwürfe (insgesamt gab es drei) wurden auf Wunsch des Sultans auserwählten Beamten im Yıldız-Palast, wie etwa Mütercim Mehmed Rüşdi Pascha, und dem Ministerrat zur Überarbeitung vorgelegt. Der letzte Entwurf wurde am 1. Dezember 1876 fertiggestellt und am 6. Dezember vom Ministerrat angenommen. Im Yıldız-Palast bestand man allerdings auf einem Verbannungsrecht des Sultans. Somit fand Art. 113, durch den dem Sultan dieses Verbannungsrecht mit Satz 3 zugesprochen wurde, Eingang in die Verfassung. Diese Entwicklung rief bei einigen Mitgliedern des Spezialausschusses, insbesondere bei den Jungosmanen Namık Kemal Bey und Ziya Pascha, Empörung hervor. Midhat Pascha, der auf die Ausrufung der Verfassung drängte, gelang es schließlich, die erzürnten Gemüter zu besänftigen. Am 19. Dezember 1876 wurde er zum Großwesir ernannt.
Am 23. Dezember 1876 trat die Verfassung durch kaiserlichen Erlass in Kraft und erschien neben türkischer auch in französischer Sprache. Außenminister Saffet Pascha unterbrach die begonnene Konferenz von Konstantinopel und erklärte, begleitet von 101 Salutschüssen, dass eine neue Verfassung ausgerufen werde, die alle osmanischen Untertanen gleichstelle und ihnen ihre Rechte und Freiheiten garantiere.
Die Großmächte und Konferenzteilnehmer, allen voran der russische Gesandte General Ignatjew, blieben jedoch gegenüber dem Osmanischen Reich misstrauisch und betrachteten die Verfassung als vorgeschobene Scheinlösung. Am 5. Februar 1877 setzte der Herrscher Midhat Pascha ab und machte ihm gegenüber zum ersten Mal von seinem Verbannungsrecht Gebrauch. Knapp elf Wochen später führte die anhaltende Balkankrise zum Russisch-Osmanischen Krieg, der mit einer Niederlage des Osmanischen Reiches und dem aus türkischer Sicht katastrophalen Präliminarfrieden von St. Stefano (teilweise revidiert durch den Berliner Vertrag vom 13. Juli 1878) endete.
Bereits zwei Wochen nach dem Waffenstillstand von Edirne hatte Abdülhamid II., der befürchtete, vom Parlament für die Niederlage persönlich verantwortlich gemacht zu werden, die Gelegenheit genutzt und die Volksvertretung mit einer „außergewöhnlichen politischen Krise“ rechtfertigend auf unbestimmte Zeit geschlossen. Der Sultan gab der Schließung (تعطيل / taʿṭīl oder قپادلمه / ḳapadılma) des Parlaments gegenüber einer Auflösung (فسخ / fesḫ) den Vorzug und vermied auf diese Weise die Durchführung vorgesehener Neuwahlen, vgl. Art. 7, 73. Eine Einberufung (عقد / ʿaḳd oder دعوت / daʿvet) und dem Wortlaut der Art. 43, 7 nach erforderliche Eröffnung (اچلمه / açılma oder کشاد / küşād) des Parlaments blieb im November 1878 und in der Folgezeit aus. Zwar trat die Verfassung formal nicht außer Kraft und wurde im jährlichen Reichsalmanach abgedruckt, doch herrschte der sich vor Anschlägen fürchtende und deswegen sich immer öfter in den Yıldız-Palast zurückziehende Herrscher in den folgenden drei Jahrzehnten mit Hilfe der ihm faktisch unterstehenden Geheimpolizei sowie dem Ausbau des Spionage- und Spitzelwesens absolutistisch über das Reich. Midhat Pascha, der „Vater der Verfassung“, wurde auf Befehl Abdülhamids II. am 8. Mai 1884 im Ta'ifer Exil von Soldaten erdrosselt.

#### Zweite Verfassungsperiode
Als zweite osmanische Verfassungsperiode gilt der Zeitraum zwischen der Machtübernahme der Jungtürken im Jahre 1908 und dem Zusammenbruch des Osmanischen Reiches nach dem Ersten Weltkrieg.

##### Jungtürkische Revolution

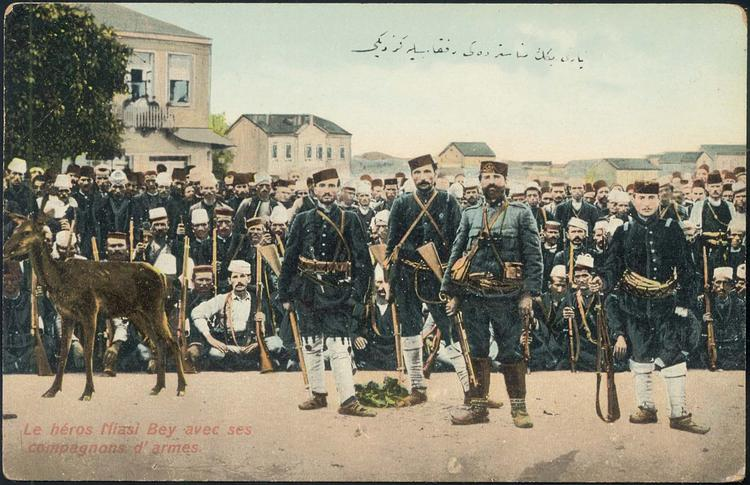
Ahmed Niyazi Bey (im Vordergrund) mit Soldaten, nach 1908

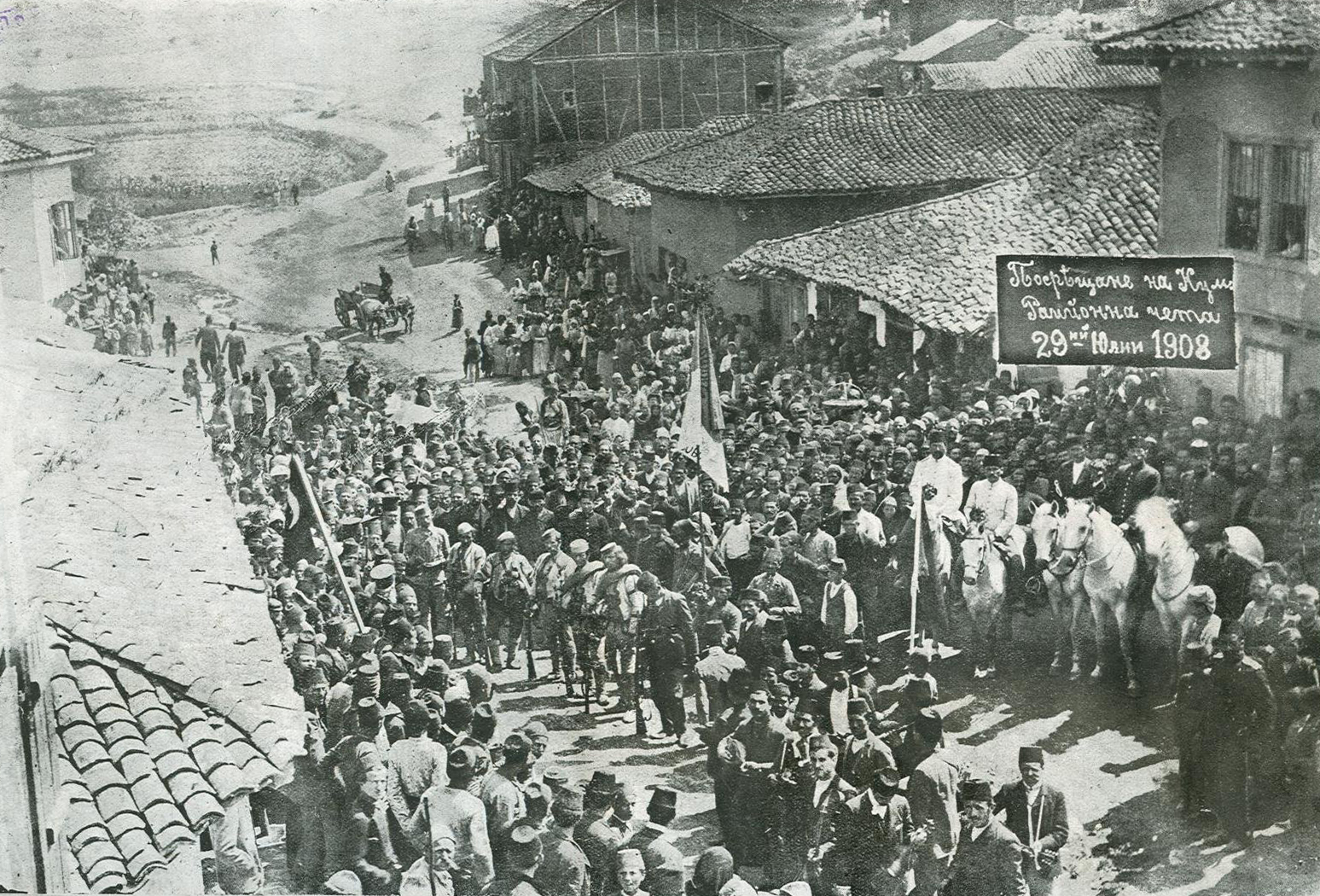
Jungtürken und Kämpfer der BMARK in Kumanovo im Juli 1908

Am 3. Juli 1908 zog der Offizier Ahmed Niyazi Bey, der an einer Verschwörung gegen das absolutistische Regime Abdülhamids II. beteiligt war und um die Aufdeckung dieser Beteiligung fürchtete, mit 200 bzw. 400 bewaffneten Männern in die Berge und verlangte offen die Wiederinkraftsetzung der Verfassung. Unterstützung erfuhr er dabei vom Komitee für Einheit und Fortschritt unter Führung Enver Beys, von der Armenischen Revolutionären Föderation sowie von albanischen, griechischen und bulgarischen Gemeinden. Die durch Ahmed Niyazi Bey angestoßene jungtürkische Revolution fand in Makedonien, vor allem in den Vilâyets Kosovo, Monastir und Saloniki, statt. Als Reaktion entsandte der Sultan Şemsi Pascha, der mit seiner 18. Division gegen Ahmed Niyazi Bey ziehen sollte, allerdings am 7. Juli vom Jungtürken Atıf Bey erschossen wurde. Der Sultan entließ nun, um den Aufständischen entgegenzukommen, seinen Großwesir Mehmed Ferid Pascha und ernannte am 22. Juli Mehmed Said Pascha, dessen Übersetzungen französischer Verfassungstexte im Jahr 1876 bei der Verfassungsausarbeitung Berücksichtigung gefunden hatten. Allerdings befanden sich in seinem Kabinett ausschließlich Monarchisten.
Am 23. Juli 1908 proklamierte das Komitee für Einheit und Fortschritt bei Demonstrationen mit hoher Teilnehmerzahl in mehreren Städten Makedoniens die „Freiheit“ (حريت / ḥürrīyet). Gleichzeitig trafen in Istanbul Nachrichten mit dem Inhalt ein, dass die Verfassung innerhalb von 24 Stunden wieder in Kraft zu treten habe, ansonsten die Zweite und die Dritte Armee in die Hauptstadt marschieren würden. Auf Anraten des Kabinetts ordnete der Sultan noch am selben Tag per Ferman die Einberufung des Parlaments an. Eine Woche später erklärte der Palast das Ende von Spionage und Zensur. Das Großherrliche Handschreiben vom 1. August 1908 bestätigte nochmals die Gültigkeit der Verfassung und ergänzte diese zum Teil. Zunächst wurden nur die Revoltierenden amnestiert. Später folgte eine Amnestie für diejenigen politischen Häftlinge, die zwei Drittel ihrer Haftzeit abgesessen hatten. Auf Grund von Protesten erfolgte jedoch eine Generalamnestie, die wiederum eine Demonstration in Form eines Marsches von etwa 2000 Personen zur Hohen Pforte nach sich zog. Etwa zwei Wochen nach seiner Ernennung trat Said Pascha am 5. August 1908, unter anderem wegen seiner kritischen und gegenteiligen Meinung zur Generalamnestie, jedoch vorwiegend auf Grund von Meinungsverschiedenheiten mit dem Komitee für Einheit und Fortschritt, als Großwesir zurück. Sein Nachfolger wurde der als anglophil und liberal bekannte Kâmil Pascha.
Der Senat und das neu gewählte Abgeordnetenhaus versammelten sich am 17. Dezember 1908. Präsident des Abgeordnetenhauses wurde der aus dem Exil zurückgekehrte Ahmed Rızâ. Insgesamt waren 147 Türken, 60 Araber, 27 Albaner, 26 Griechen, 14 Armenier, 4 Juden und 10 Slawen vertreten. Zu den Abgeordneten zählten auch Mitglieder des Komitees für Einheit und Fortschritt wie etwa Talât Bey. Die führenden Persönlichkeiten Enver und Cemal Bey wurden hingegen keine Abgeordneten, behielten aber großen Einfluss auf die Politik. Mitte Februar 1909 wurde Großwesir Kâmil Pascha mittels Misstrauensvotum mit 198 zu 8 Stimmen im Abgeordnetenhaus durch Hüseyin Hilmi Pascha ersetzt, nachdem er ohne Konsultation des Komitees für Einheit und Fortschritt zwei neue Minister ernannt hatte.

##### Gegenputsch: „Das Ereignis vom 31. März“

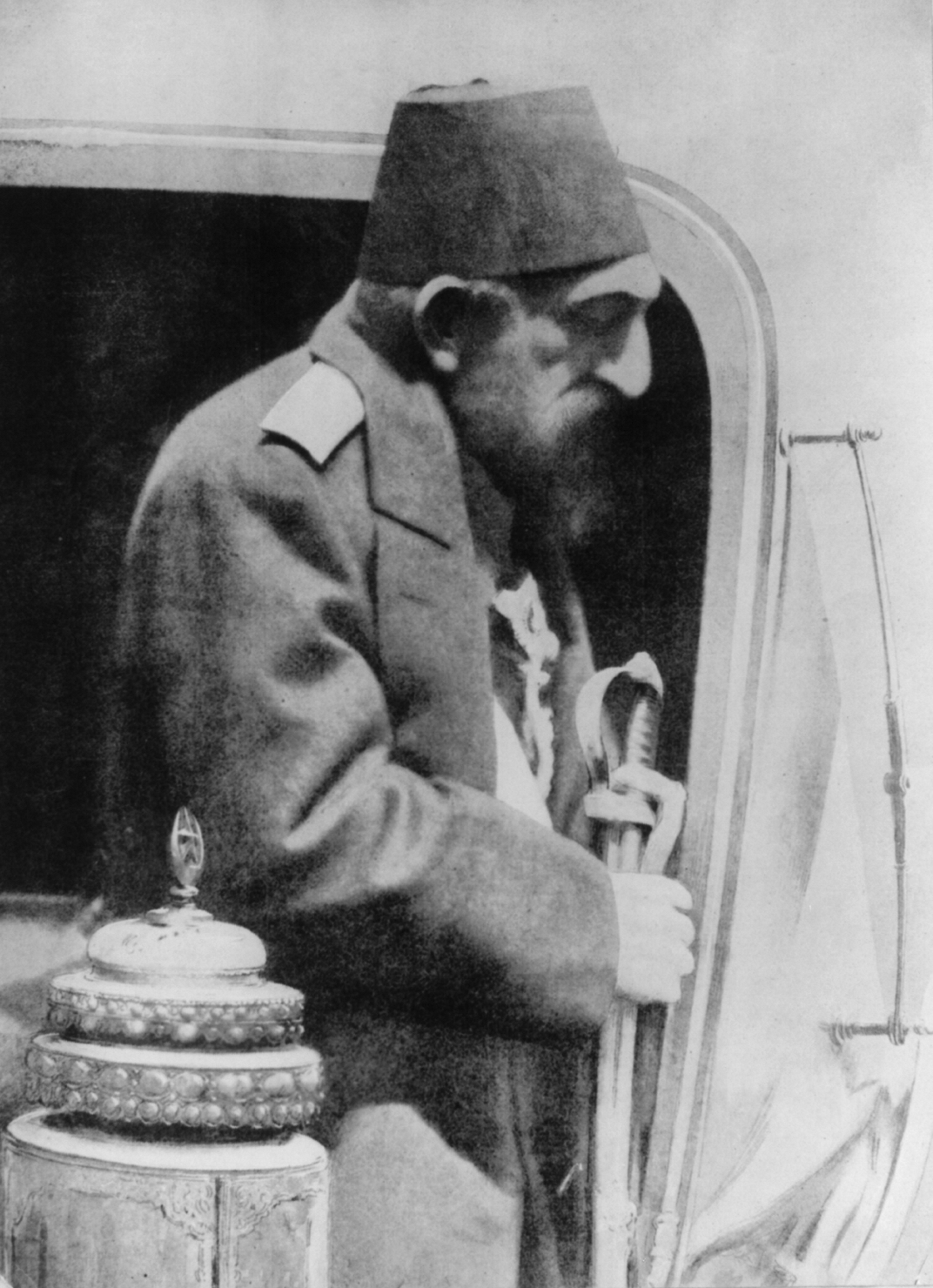
Sultan Abdülhamid II. im Jahr 1908

Schon bald nach der Revolution erhoben sich infolge diverser Territorialverluste kritische Stimmen gegen die Jungtürken. Die Gunst der Stunde nutzend, hatte die kretische Regierung einseitig den Anschluss an Griechenland proklamiert, Österreich-Ungarn Bosnien und die Herzegowina annektiert (vgl. Bosnische Annexionskrise) und Ferdinand I. das Fürstentum Bulgarien zum unabhängigen Zarentum Bulgarien erklärt (vgl. Unabhängigkeit Bulgariens).
Auch in religiös-traditionellen Kreisen herrschte und wuchs, insbesondere in Istanbul, der Unmut über die von den Jungtürken erklärte „Freiheit“. Derwisch Vahdetî, Gründer der İttihad-ı Muhammedî Fırkası („Mohammedanische Einheitspartei“) und Herausgeber der Zeitung Volḳan („Vulkan“), etwa propagierte, dass der Bestand des Islams gefährdet sei. Dass Frauen zwar noch immer mit Çarşaf, aber ohne Gesichtsschleier öffentlich auftraten, stieß auf Unverständnis und führte zu Übergriffen. Am 14. Oktober 1908 lynchte eine aufgebrachte Menschenmenge einen griechischen Gärtner, als bekannt wurde, dass er und eine Muslima heiraten wollten. Ferner stellten sich Theologiestudenten, die bislang vom Militärdienst befreit waren, nun wegen eines Gesetzentwurfes bezüglich ihrer Wehrpflicht gegen die Jungtürken. Insbesondere standen den Jungtürken, denen vorwiegend Absolventen von Militärakademien, Mektebli genannt, angehörten, aus dem Soldatenstand hervorgegangene Regimentsoffiziere ohne derartige Ausbildung (Alaylı) gegenüber. Die Alaylı fühlten sich zunehmend von den „westlich“ ausgebildeten Mektebli verdrängt, denen Unglaube vorgeworfen wurde, weil sie, bedingt durch ihre zeitraubende Ausbildung, das Gebet vernachlässigten.
Die Ermordung des regierungskritischen Journalisten Hasan Fehmi Bey von der Zeitung Serbestī („Unabhängigkeit“) am 7. April 1909 brachte das Fass in der ohnehin schon aufgeheizten Stimmung schließlich zum Überlaufen. In der Nacht zum 13. April 1909greg./31. März 1325rūmī übernahmen sultanstreue Alaylı die Führung eines Gegenputsches, der seitens Abdülhamid II. – in der Hoffnung, zum absolutistischen Status quo ante zurückzukehren – zumindest wohlwollend geduldet wurde. Etwa 5.000 bis 6.000 Soldaten und hunderte Studenten und Hodschas versammelten sich auf dem Sultan-Ahmed-Platz und skandierten şeriat isteriz, padişahımız çok yaşa („wir fordern die Scharia, lang lebe unser Padischah“). In der ganzen Stadt wurden jungtürkische Politiker ermordet. Justizminister Nâzım Pascha, der mit dem Präsidenten des Abgeordnetenhauses Ahmed Rızâ verwechselt wurde, und der Abgeordnete Arslan Bey – auf Grund seiner Ähnlichkeit mit dem jungtürkischen Journalisten Hüseyin Cahid Bey – fielen dem Mob zum Opfer. Marineminister Rıza Pascha kam mit schweren Verletzungen davon. Zusammen mit dem gesamten Kabinett trat Großwesir Hüseyin Hilmi Pascha zurück. Ahmed Tevfik Pascha übernahm das Amt und bildete am 14. April eine neue Regierung, die allerdings keine Anerkennung durch das Komitee erhielt.

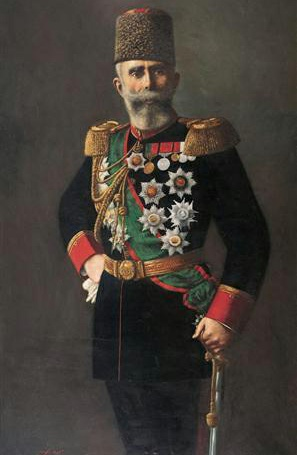
Mahmud Şevket Pascha, Oberkommandeur der Interventionsarmee

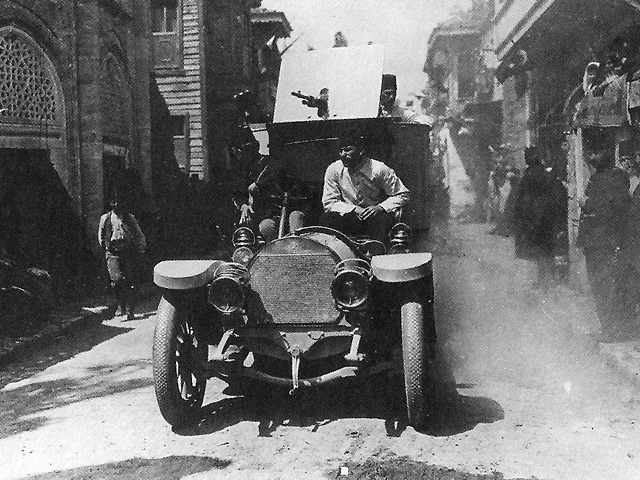
Einmarschierende Soldaten, 1909

In Saloniki, der Hochburg der Jungtürken, nahm man die Nachrichten aus Istanbul mit Entsetzen auf. Bereits am 15. April machte sich die 40.000–50.000 Mann starke Interventionsarmee (حرکت اوردوسو / Ḥareket Ordusu) – als überparteiliche „Hüterin der [konstitutionellen] Freiheit“ – unter der Führung Hüseyin Hüsnü Paschas auf den Weg in die Hauptstadt. Am 22. April übernahm Mahmud Şevket Pascha das Oberkommando über die mittlerweile im Istanbuler Vorort Yeşilköy eingetroffene Armee, die schließlich in der Nacht vom 23. auf den 24. April 1909 in die Stadt einmarschierte und den Aufstand blutig niederschlug: Es starben etwa 100 Soldaten und 230 Aufständische. Wenige Tage später beschloss das Parlament in geheimer Sitzung mit 136 zu 59 Stimmen und im Einklang mit einer zuvor eingeholten Fatwa des Scheichülislam Mehmed Ziyaeddin Efendi die Absetzung (خلع / ḫalʿ) Abdülhamids II. An die Stelle des nach Saloniki Verbannten trat am 27. April 1909 der politisch unambitionierte Marionettenherrscher Mehmed V. Am 5. Mai wurde Hüseyin Hilmi Pascha, der auf Druck der Aufständischen zurückgetreten war, erneut Großwesir. Zu den Mitgliedern im neuen Kabinett gehörten nun auch führende Angehörige des Komitees, etwa als Finanzminister Mehmed Cavid Bey (ab Juni) und als Innenminister Talât Bey (ab August).
Nach Verhängung eines neun Jahre anhaltenden Belagerungszustands (ادارۀ عرفيه / İdāre-ʾi ʿÖrfīye) im Sinne des Art. 113 in Istanbul wurden die Anführer und andere maßgeblich am „Vorfall“ Beteiligte, darunter auch Derwisch Vahdetî, von Militär-Standgerichten (دیوان حرب عرفی / Dīvān-ı Ḥarb-i ʿÖrfī) zum Tode verurteilt (insgesamt 75 Personen) und nach ihrer Hinrichtung öffentlich zur Schau gestellt. Einem Prozess gegen den abgesetzten Abdülhamid stellte sich die Regierung entgegen.
An die Opfer des Ereignisses vom 31. März erinnert heute das im Jahr 1911 eingeweihte Abide-i Hürriyet in Istanbul, das bis in die republikanische Zeit als zentrale nationale Gedenkstätte diente.

##### Verfassungsänderungen
Im August des Jahres 1909 verabschiedete das Parlament eine tiefgreifende Verfassungsänderung, sodass in diesem Zusammenhang auch von der „Verfassung von 1909“ gesprochen wird. Durch die Abänderung von 21 Artikeln, die Streichung von Art. 119 und das Hinzufügen dreier Artikel wurden hauptsächlich die Herrscherrechte des Sultans beschränkt und die Befugnisse der Volksvertretung erweitert. So erfuhr des Sultans Recht zur Auflösung des Parlaments erhebliche Einschränkungen, sodass diese ausschließlich unter den Voraussetzungen des Art. 35 sowie nur mit Zustimmung des Senates erfolgen durfte; die obligatorischen Neuwahlen mussten innerhalb von drei (vorher sechs, Art. 73) Monaten beendet sein, Art. 7 i. V. m. Art. 35. Die Schließung war gemäß Art. 7 i. V. m. Art. 43 nur noch zum festgesetzten Zeitpunkt (Anfang Mairūmī) möglich. Ferner konnte das grundsätzlich nicht mehr zwingend einberufene, sondern lediglich durch Erlass eröffnete (vgl. Art. 7, 43, 44) Parlament nun nach Art. 53 die Aufstellung neuer und die Abänderung bestehender Gesetze vorschlagen. Der Sultan verlor durch die Streichung des Art. 113 Satz 3 sein Recht, Verbannungen auszusprechen. Die Präventivzensur wurde verboten und den Bürgern und Arbeitern wurde ein beschränktes politisches Vereins- und Versammlungsrecht sowie das Streikrecht zugesprochen.
Weitere Änderungen folgten in den Jahren 1914 bis 1918. Der Sultan nahm zusätzliche Machteinbußen hin; so konnte er das Abgeordnetenhaus nur noch unter der Auflage, dass es innerhalb von vier Monaten wiedergewählt wurde, auflösen. Die Ernennung der Regierung erfolgte nun mit Zustimmung des Abgeordnetenhauses, wobei die Minister diesem gegenüber verantwortlich waren. Zudem war das Parlament nun berechtigt, mit einer Zweidrittelmehrheit vom Sultan zurückgewiesene Gesetzesentwürfe anzunehmen.

## Aufhebung

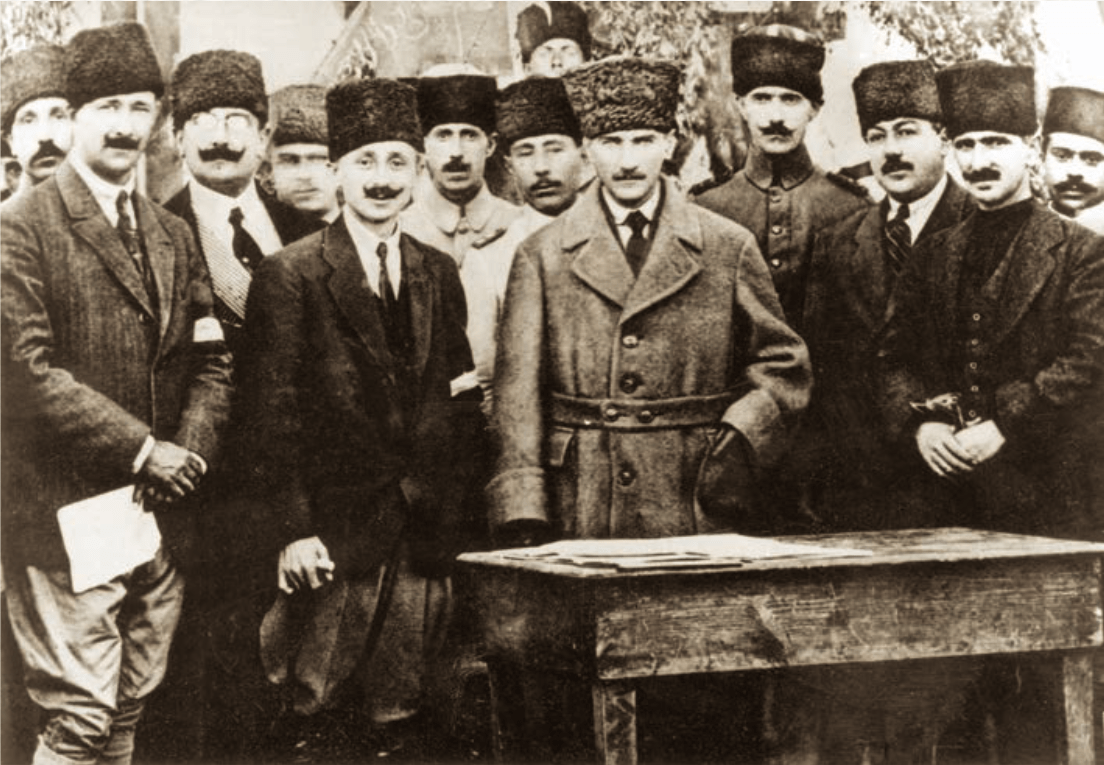
Mitglieder der Gegenregierung in Ankara

Mit der Niederlage im Ersten Weltkrieg und der Unterzeichnung des Waffenstillstandsabkommens von Mudros am 30. Oktober 1918 hatte das Osmanische Reich beträchtliche Gebietsverluste hinzunehmen. Die verbliebenen Gebiete – Kleinasien und Thrakien – wurden großteils von den Siegermächten besetzt. Gegen diese Besetzung entstand eine von Mustafa Kemal Pascha (Atatürk) geführte Widerstandsbewegung. Im Verlauf des so genannten Befreiungskrieges gründeten die Widerständler am 23. April 1920 die Große Nationalversammlung in Ankara. Am 20. Januar 1921 ratifizierte diese Gegenregierung das Gesetz Nr. 85, die „De-facto-Verfassung der Widerstandsbewegung“. Dieses Verfassungsgesetz, das die Nation zum Souverän erklärte (Art. 1 Satz 1), hob das Osmanische Grundgesetz nicht auf, sondern ergänzte es und setzte es teilweise außer Kraft (lex posterior derogat legi priori). Das Sultanat blieb formell zwar unangetastet, doch die Große Nationalversammlung erhob mit Art. 2 den Anspruch auf die ausschließliche Ausübung der gesetzgebenden und ausführenden Gewalt (Gewalteneinheit). Unberücksichtigt blieb die rechtsprechende Gewalt, wobei den während des Befreiungskrieges gegründeten Unabhängigkeitsgerichten (İstiḳlāl Maḥkemeleri) eine besondere Bedeutung zukam. Die Frage der Staatsform des erstmals verfassungsrechtlich „Türkei“ genannten Staates ([!] تورکیا دولتی) blieb zunächst offen.
Einhergehend mit der institutionellen Trennung von Sultanat und Kalifat bezeichnete die Nationalversammlung in ihrem Beschluss vom 1. November 1922 das Sultanat als seit dem 16. März 1920 für immer der Geschichte angehörig. Da Mehmed VI. die freiwillige Abdankung verweigerte, drohte ihm ein Verfahren wegen Landesverrats, sodass er sich zur Flucht ins Exil gezwungen sah. Nachdem mit dem Änderungsgesetz vom 29. Oktober 1923 die Republik (Art. 1 Satz 3; جمهوریت / cumhūrīyet) als Staatsform festgelegt und das Amt des Präsidenten der Republik (Art. 10, 11; رئيس جمهور / reʾīs-i cumhūr) eingeführt worden war, erfolgte am 3. März 1924 schließlich die Aufhebung des Kalifats.
Letztendlich wurden das Ḳānūn-ı Esāsī und das Verfassungsgesetz von 1921 am 24. Mai 1924 mit Art. 104 der Verfassung vom 20. April 1924 aufgehoben. Art. 1 dieser Verfassung bestimmte die Republik als Staatsform und wurde durch Art. 102 Abs. 4 einer Verfassungsänderung entzogen (vgl. auch Ewigkeitsklausel). Die in Art. 1 Satz 1 des Verfassungsgesetzes von 1921 verankerte Volkssouveränität wurde nun in Art. 3 festgehalten. Die gesetzgebende Gewalt wurde von der Großen Nationalversammlung (Art. 6), die ausführende Gewalt vom Staatspräsidenten und Rat der Vollzugsbeauftragten (İcra Vekilleri Heyeti; später: Ministerrat, Bakanlar Kurulu) (Art. 7) ausgeübt. Art. 8 bestimmte die Unabhängigkeit der türkischen Gerichtsbarkeit.

## Inhalt

### Allgemeines
Der Verfassung wurde ein – ursprünglich an Midhat Pascha gerichtetes – Ḫaṭṭ-ı Hümāyūn als Präambel vorangestellt. Das Grundgesetz war in zwölf Titel unterteilt und umfasste zunächst insgesamt 119 Artikel (sing. ماده / madde). Durch die Streichung eines und das Hinzufügen dreier Artikel im August 1909 erhöhte sich die Anzahl auf insgesamt 121.

### Staatsorganisation

Der erste Abschnitt der Verfassung, abgedruckt im Reichsalmanach des Jahres 1305 AH

Im ersten Abschnitt der Verfassung wurde in Art. 1 die Einheit und Unteilbarkeit des Osmanischen Staates (دولت عثمانيه / Devlet-i ʿOs̲mānīye) erklärt und in Art. 2 Istanbul / استانبول als Hauptstadt festgelegt. Die Herrschaft des Sultans beruhte auf dem monarchischen Prinzip. Das Sultanat sowie das Kalifat wurde in Art. 3 dem Geschlechte Osmans (سلالهٔ آل عثمان / sülāle-ʾi āl-i ʿOs̲mān) zugesprochen und, wie seit der Herrschaft Ahmeds I. gewohnheitsrechtlich, nun nach gesatztem Recht an den ältesten männlichen Angehörigen der Dynastie (اکبر اولاد / ekber evlād) vererbt (Senioratsprinzip). Art. 4 charakterisierte den Sultan als Beschützer des Islams (دین اسلامك حامیسی / dīn-i İslāmıñ ḥāmīsi) und als Herrscher und Padischah aller osmanischen Untertanen (بالجمله تبعهٔ عثمانیه نك حکمدار و پادشاهی / bi-‘l-cümle tebaʿa-ʾi ʿos̱mānīyeniñ hükümdār ve pādişāhı), der gemäß Art. 5 in seiner Person als heilig und niemandem verantwortlich (مقدس و غیر مسؤل / muḳaddes ve ġayr-i mesʾūl) anerkannt war. Artikel 6 schützte die Freiheitsrechte der Sultansfamilie sowie ihr bewegliches und unbewegliches Privatvermögen und ihre lebenslangen Zivillisten.
Schließlich wurden dem Souverän in Art. 7 umfangreiche, nicht erschöpfend aufgezählte Hoheitsrechte zugestanden. Der Wortlaut in der Fassung von 1876 war folgendermaßen:

„وکلانك عزل و نصبی و رتبه و مناصب توجیهی و نشان اعطاسی و ایالات ممتازه نك شرائط امتیازیه لرینه توفيقا اجرای توجیهاتی و مسکوکات ضربی و خطبه لرده نامنك ذکری و دول اجنبیه ایله معاهدات عقدی و حرب و صلح اعلانی و قوهٔ بریه و بحریه نك قومانده سی و حرکات عسکریه و احکام شرعیه و قانونیه نك اجراسی و دوائر اداره نك معاملاتنه متعلق نظامنامه لرك تنظیمی و مجازات قانونیه نك تخفیفی ویا عفوی و مجلس عمومینك عقد و تعطیلی و لدی الاقتضا هیئت مبعوثانك اعضاسی یکیدن انتخاب اولنمق شرطیله فسخی حقوق مقدسهٔ پادشاهی جمله سندندر“

„Vükelānıñ ʿazl ve naṣbı ve rütbe ve menāṣıb tevcīhi ve nişān iʿṭāsı ve eyālāt-ı mümtāzeniñ şerāʾiṭ-i imtiyāzīyelerine tevfīḳan icrā-yı tevcīhātı ve meskūkāt ḍarbı ve ḫuṭbelerde nāmınıñ ẕikri ve düvel-i ecnebīye ile muʿāhedāt ʿaḳdi ve ḥarb ve ṣulḥ iʿlānı ve ḳuvve-ʾi berrīye ve baḥrīyeniñ ḳumandası ve ḥarekāt-ı ʿaskerīye ve aḥkām-ı şerʿīye ve ḳānūnīyeniñ icrāsı ve devāʾir-i idāreniñ muʿāmelātına müteʿalliḳ niẓāmnāmeleriñ tanẓīmi ve mücāzāt-ı ḳānūnīyeniñ taḫfīfi veyā ʿafvı ve meclis-i ʿumūmīniñ ʿaḳd ve taʿṭīli ve ledeʾl-iḳtiżā heyʾet-i mebʿūs̲ānıñ aʿżāsı yeñiden intiḫāb olunmaḳ şarṭiyle fesḫi ḥuḳūḳ-ı muḳaddese-ʾi pādişahī cümlesindendir.“

„Zu der Gesamtheit der geheiligten Rechte des [Padischahs] gehören: die Ernennung und Absetzung der Minister; die Einsetzung in Ämter und Rangstufen und die Verleihung von Auszeichnungen; die Einsetzung der obersten Beamten in den bevorrechteten Reichsgebieten gemäß den diesen verliehenen Sonderrechten; die Münzprägung; die Erwähnung seines Namens in den öffentlichen Freitagsgebeten; die Abschließung von Verträgen mit auswärtigen Staaten; die Erklärung von Krieg und Frieden; der Oberbefehl über die bewaffnete Macht zu [Lande und zu Wasser]; die Ausführung von militärischen Bewegungen sowie der Vorschriften [der Scharia] und [des] weltlichen Rechts; der Erlaß von Dienstanweisungen für die Verwaltungsbehörden; die Milderung oder auch Erlassung der gesetzlichen Strafen; die Einberufung und Schließung des [Parlaments]; im Bedarfsfalle die Auflösung des Abgeordnetenhauses unter der Bedingung, daß seine Mitglieder von neuem gewählt werden.“

### Grundrechte
Im zweiten Abschnitt (تبعهٔ دولت عثمانیه نك حقوق عمومیه سی / Tebaʿ-ʾi Devlet-i ʿOs̲mānīyeniñ Ḥuḳūḳ-ı ʿUmūmīyesi / ‚allgemeine Rechte der Osmanen‘), der dem Titel II der Belgischen sowie der Preußischen Verfassung entsprach und dem die Erklärung der Menschen- und Bürgerrechte zum Vorbild diente, waren die Grundrechte in den Artikeln 8 bis 26 sowie ab dem August 1909 zusätzlich in den Artikeln 119, 120 geregelt.
Art. 8 definierte zunächst den Begriff Osmanlı / عثمانلی / ‚Osmane‘. Osmanen waren demnach „alle Untertanen des osmanischen Reiches, welcher Religion oder Sekte sie auch angehören mögen“. Dabei konnte diese „Staatsangehörigkeit“ auch erworben oder verloren werden. Sofern nicht Freiheitsrechte Dritter verletzt wurden, war die persönliche Freiheit (حریت شخصیه / ḥürrīyet-i şaḫṣīye) gewährleistet und das Selbstbestimmungsrecht ausdrücklich vor Angriffen und staatlicher Willkür geschützt, Art. 9, 10. Artikel 11 bestimmte zwar den Islam als Staatsreligion, sprach jedoch allen Zugehörigen anerkannter Religionen freie Ausübung zu, sofern dies nicht gegen die öffentliche Ordnung und Sittlichkeit verstieß. Die Pressefreiheit, solange gesetzeskonform, und ab 1909 das Verbot der Vorzensur waren in Art. 12 verankert. Eine auf Handel, Gewerbe und Landwirtschaft beschränkte Vereinigungsfreiheit (شركت تشكيلنه مأذونيت / şirket teşkīline meʾẕūnīyet) wurde durch Art. 13 und ab 1909 ein beschränktes politisches Vereins- und Versammlungsrecht (حق اجتماع / ḥaḳḳ-ı ictimāʿ) durch Art. 120 garantiert. Nach Art. 14 hatte jeder osmanische Untertan das Recht, sich einzeln oder in Gemeinschaft mit anderen an die zuständigen Stellen und an das Parlament zu wenden (عرض حال ویرمیه صلاحیت / ʿarż-ı ḥāl vėrmeye ṣalāḥīyet / ‚Petitionsrecht‘) und nach Art. 15 freien Unterricht zu erhalten oder zu erteilen. Alle Schulen wurden unter staatliche Kontrolle gestellt (Art. 16). Des Weiteren wurden alle Osmanen vor dem Gesetz gleichgestellt und ihnen wurden gleiche Rechte und Pflichten gegenüber dem Reich (Art. 17) zugesprochen beziehungsweise auferlegt. Der Zugang in den Staatsdienst war allen Untertanen (wie seit dem Ḫaṭṭ-ı Hümāyūn von 1856) offen (Art. 19), jedoch von der Beherrschung des Türkischen, der amtlichen Sprache, abhängig (Art. 18). Steuern wurden „allen osmanischen Untertanen im Verhältnis zu ihrem Vermögen auferlegt“ (Art. 20), Eigentum unter Schutz gestellt und Enteignung nur im öffentlichen Interesse (منافع عموميه / menāfiʿ-i ʿumūmīye) und, dem Gesetz entsprechend, gegen eine Entschädigung (دکر بهاسی / değer bahāsı) gestattet (Art. 21). Die Unverletzlichkeit der Wohnung wurde in Art. 22 verankert, das Recht auf den gesetzlichen Richter in Art. 23 geregelt. Vermögenskonfiskationen (مصادره / müṣādere) und Corvée (انغاریه / anġarya) wurden mit Art. 24, Folter und andere Misshandlungen mit Art. 26 verboten. Gemäß Art. 25 durften unter anderem Steuern nur auf Grund eines Gesetzes erhoben werden (siehe: Gesetzmäßigkeit der Besteuerung).

### Ministerrat
Mitglieder des Ministerrats (وكلای دولت / Vükelā-yı Devlet / ‚Staatsminister‘; Art. 27–38, Abschnitt 3) waren der Großwesir, der Scheichülislam, der Präsident des Staatsrates sowie die Außen-, Bau-, Finanz-, Handels- und Landwirtschafts-, Innen-, Justiz-, Kriegs-, Kultus- und Marineminister. Weitere Mitglieder waren der Minister der frommen Stiftungen und der Minister der Post, der Telegrafen und Telefone.
Großwesir und Scheichülislam wurden direkt vom Sultan, die übrigen Mitglieder per kaiserlichen Erlass ernannt (Art. 27). Der Rat trat unter dem Vorsitz des Großwesirs, der die Aufgaben des Regierungschefs (رئيس وكلا / reʾīs-i vükelā) übernahm, zusammen (Art. 28). Die Minister waren zunächst nur dem Herrscher, nach der Verfassungsänderung des Jahres 1909 „für die allgemeine Politik der Regierung gemeinsam und für die Geschäfte ihres Amtes einzeln dem Abgeordnetenhause gegenüber verantwortlich“ (Art. 30) und konnten von diesem durch Misstrauenserklärung abgesetzt werden, Art. 38. Auch die Ernennung wurde 1909 geändert. Die Ämter des Großwesirs und des Scheichülislams wurden zwar weiterhin vom Sultan übertragen, doch die übrigen Mitglieder ernannte der Großwesir.
Des Weiteren mussten die Minister nun nach Art. 35 bei grundlegenden Meinungsverschiedenheiten mit dem Abgeordnetenhaus entweder zurücktreten oder aber den Beschluss der Abgeordneten annehmen. Im Mai 1914 wurde Art. 35 erneut geändert. Dieser Änderung zufolge entschied der Sultan bei Vorliegen geschilderter Situation, ob neue Minister eingesetzt oder das Abgeordnetenhaus aufgelöst, dann allerdings innerhalb von vier Monaten erneut gewählt, wurde. Am 9. März 1916 entfiel Art. 35 restlos.
Die Mitglieder des Rates waren berechtigt, den Parlamentssitzungen beizuwohnen und zu jeder Zeit das Wort zu ergreifen, Art. 37.

### Beamte
Beamte (مأمورين / Meʾmūrīn; Art. 39–41, Abschnitt 4) konnten, „solange ihr Betragen keinen gesetzlichen Grund zu ihrer Absetzung bildet und sie nicht selbst zurücktreten oder für die Regierung ein zwingender Grund zu ihrer Absetzung nicht besteht, weder abgesetzt noch entlassen werden“ (Art. 39). Nach Art. 41 waren sie gegenüber Vorgesetzten „zu Respekt und Ehrfurcht verpflichtet“ und hatten deren Weisungen zu befolgen (Gehorsamspflicht), sofern diese nicht gegen Gesetze verstießen. Bei Befolgung in gesetzwidrigen Fällen war der Beamte für ebendiese verantwortlich.

### Parlament

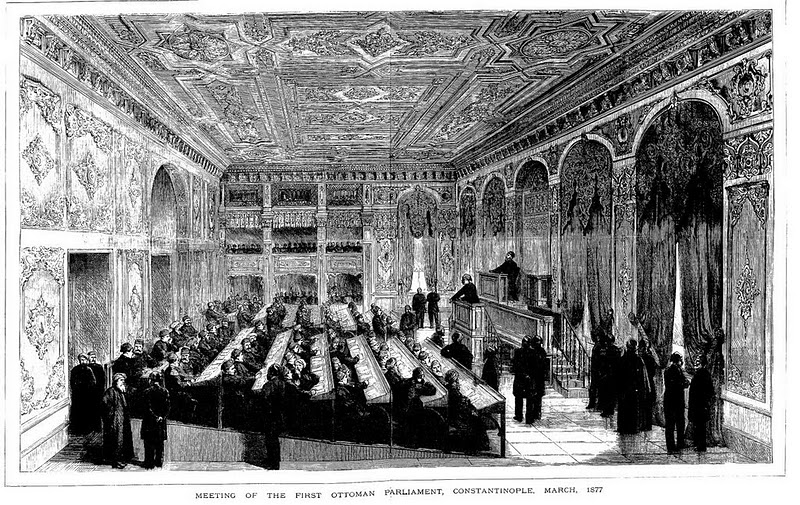
Erste Sitzung des Parlaments

Das Parlament (مجلس عمومی / Meclis-i ʿUmūmī; Art. 42–59, Abschnitt 5) bestand nach Art. 42, 43 aus zwei Kammern, dem Senat und dem Abgeordnetenhaus, die jährlich per kaiserlichen Erlass (seit 1909 ohne Einberufung) eröffnet von Anfang November bis Anfang Märzrūmī (ab August 1909 „Anfang Mai“; ab Februar 1915 „vier Monate“, also erneut Anfang März) zusammentraten. Der Sultan konnte das Parlament auch vor diesem Zeitpunkt einberufen bzw. eröffnen sowie schließen und so die Sitzungsdauer verlängern (تمديد / temdīd) oder verkürzen (تنقيص / tenḳīṣ), vgl. Art. 44. Ab dem August 1909 konnte die Sitzungsdauer sowohl durch kaiserlichen Entschluss als auch durch schriftliches Verlangen der Mehrheit der Abgeordneten nur durch vorzeitige Eröffnung oder verspätete Schließung verlängert, jedoch nicht mehr verkürzt werden. Am Tag der Eröffnung mussten der Sultan oder zumindest der Großwesir als sein Vertreter sowie die Minister und die Mitglieder beider Kammern anwesend sein (Art. 45). Letztere wurden an diesem Tag beeidigt und schworen „dem Vaterlande treu zu dienen, alle Pflichten zu erfüllen, die ihnen die Verfassung und ihr Mandat auferlegen, und sich aller Handlungen zu enthalten, die diesen Pflichten zuwiderlaufen“ (Art. 46).
Art. 47 gewährleistete das freie Mandat, das heißt die Freisprechung von einer Bindung an „Versprechungen oder Instruktionen“, sowie die Indemnität der Parlamentarier. Des Weiteren genossen Abgeordnete eine auf die Sitzungsdauer beschränkte Immunität, welche nur mit Stimmenmehrheit des Parlamentes aufgehoben werden konnte, Art. 79. Die Mitglieder des Parlaments konnten nicht beiden Kammern gleichzeitig angehören und kein anderes Amt bekleiden (Art. 50).
Das Initiativrecht lag grundsätzlich bei den Ministern (Art. 53), wobei dem Parlament (bis zum August 1909) nur ein beschränktes, von der zumindest stillschweigenden Zustimmung des Sultans abhängiges Initiativrecht zustand. Auf Verlangen des Senats oder des Abgeordnetenhauses, aber erst mit Erlass des Herrschers, arbeitete der Staatsrat Gesetzesentwürfe aus (Art. 54), die dann zunächst vom Abgeordnetenhaus beraten und dann zum Senat weitergeleitet (Art. 55) wurden. Gesetzeskraft erhielten diese allerdings nur durch kaiserlichen Erlass (Art. 54). Die Parlamentssitzungen mussten in türkischer Sprache erfolgen (Art. 57).
Das erste Parlament wurde am 19./20. März 1877 mit einer von Said Pascha vorgetragenen Rede des Sultans im Festsaal des Dolmabahçe-Palastes eröffnet. Von den insgesamt 155 Parlamentariern stammten 119 aus dem Abgeordnetenhaus. Die Zahl der Nichtmuslime betrug 58.

#### Senat
Die Gesamtanzahl der Mitglieder des Senats (هيئت اعيان / Heyʾet-i Aʿyān; Art. 60–64, Abschnitt 6) war auf höchstens ein Drittel der Anzahl der Mitglieder des Abgeordnetenhauses beschränkt; Präsident sowie die Mitglieder des Senats wurden vom Sultan auf Lebenszeit ernannt (Art. 60). Sie mussten mindestens 40 Jahre alt sein (Art. 61) und konnten „auf eigenes Verlangen vom Staat in ein anderes Amt versetzt“ werden (vgl. Art. 62). Das monatliche Gehalt der Senatoren betrug 10.000 Kurūsch (Art. 63). Die Aufgabe des Senats bestand darin, vom Abgeordnetenhaus vorgelegte Gesetzes- und Budgetentwürfe auf Verstöße „gegen den Glauben, die Souveränitätsrechte des Sultans, die Freiheit, die Verfassung, die territoriale Einheit des Staates, die innere Sicherheit im Lande, die zum Schutze und zur Verteidigung des Vaterlandes ergriffenen Maßnahmen oder gegen die öffentliche Sicherheit“ zu prüfen und gegebenenfalls an das Abgeordnetenhaus zurückzusenden oder an den Großwesir weiterzuleiten (Art. 64). Zudem stand das Auslegungsrecht (تفسير / tefsīr) bezüglich der Verfassung nach Art. 117 dem Senat zu.
Der erste Präsident des 32-köpfigen Senats war Server Pascha.

#### Abgeordnetenhaus

Ahmed Vefik Pascha, erster Präsident des Abgeordnetenhauses

Die Gesamtanzahl der Mitglieder des Abgeordnetenhauses (هيئت مبعوثان / Heyʾet-i Mebʿūs̲ān; Art. 65–80, Abschnitt 7) war so begrenzt, dass auf etwa 50.000 männliche Einwohner je ein Abgeordneter entfiel (Art. 65).
Nach Art. 66 hatten die Wahlen nach speziellem Gesetz zu erfolgen. Ein provisorisches, sieben Artikel umfassendes Wahlgesetz wurde bereits am 15. Oktober 1876 vom Sultan abgesegnet, trat am 28. Oktober bzw. 6. November 1876 in Kraft und sollte nach einmaliger Anwendung gemäß Art. 119 der Verfassung außer Kraft treten. Doch auf Grund eines fehlenden neuen Gesetzes wurde das provisorische Wahlgesetz ein weiteres Mal angewandt. Für Istanbul und Umgebung, dazu zählte auch Izmir, galt dabei ein spezielles, Beyānnāme genanntes Gesetz, das am 1. Januar 1877 verkündet wurde. Wahlgesetz und Beyānnāme enthielten Regelungen, die zur Verfassung im Widerspruch standen. So bestimmte etwa Art. 69 der Verfassung eine Mandatsdauer (مدت مأموریت / müddet-i meʾmūrīyet) von vier Jahren; die Wahlgesetze sahen jedoch jährlich stattfindende Abgeordnetenwahlen vor.
Das Abgeordnetenwahlgesetz (انتخاب مبعوثان قانونی / İntiḫāb-ı Mebʿūs̲ān Ḳānūnı) von 1877 übernahm weitgehend die Regelungen des provisorischen Wahlgesetzes, trat aber mangels kaiserlicher Approbation erst in der Zweiten Verfassungsperiode in Kraft. Nach Art. 66 der Verfassung in Verbindung mit Art. 8, 21 des Abgeordnetenwahlgesetzes fanden die Wahlen gleich und indirekt, frei und geheim, jedoch nicht allgemein statt. Frauen etwa hatten kein Wahlrecht. Bis zu 500 Wähler (Müntehib-i Evvel) wählten mit relativer Mehrheit einen Wahlmann (منتخب ثانی / Münteḫib-i s̲ānī) (Art. 21, 43, 45, 46 des Abgeordnetenwahlgesetzes). Die Wähler durften nicht Angehörige einer fremden Nation sein oder dies behaupten und mussten das 25. Lebensjahr vollendet haben. Zudem durften sie zur Zeit der Wahl nicht im Dienstverhältnis zu einer anderen Person oder unter einem Sachwalter stehen, ihre politischen Rechte eingebüßt haben oder Gemeinschuldner sein. Die Wahlmänner mussten zusätzlich Untertanen des Reiches sein und durften nicht im Dienste einer anderen Nation stehen. Für Abgeordnete galt zusätzlich ein Mindestalter von 30 Jahren (im Wahlgesetz 25) und die Beherrschung der türkischen Sprache. Des Weiteren durften sie nicht für einen „sittenlosen Lebenswandel bekannt“ sein (vgl. Art. 68). Ihre Wiederwahl war möglich (Art. 69).
Der Präsident sowie zwei Vizepräsidenten wurden aus je drei vorgeschlagenen Kandidaten vom Sultan ernannt, Art. 77. Nach der Verfassungsänderung von 1909 erfolgte die Wahl des Präsidiums unmittelbar und der Sultan wurde lediglich über das Ergebnis in Kenntnis gesetzt. Die Abgeordneten erhielten eine jährliche Entschädigung von 20.000, ab 1909 30.000 und nach 1916 50.000 Kurūsch aus der Staatskasse sowie eine monatliche Reiseentschädigung von 5.000 (ab 1916 4.000) Kurūsch, Art. 76.
Zum ersten Präsidenten des Hauses ernannte Abdülhamid II., entgegen dem in Art. 77 gebotenen Prozedere, den ihm treuen Ahmed Vefik Pascha. In der zweiten Legislaturperiode wurde zunächst Art. 1 der Geschäftsordnung (نظامنامهٔ داخلی / Niẓāmnāme-ʾi Dāḫilī) entsprechend der älteste Abgeordnete, Gümüşgerdan Mihalaki Bey, Präsident. Später konnte sich Hasan Fehmi Efendi gegen Rıfat Efendi und Scheich Bahaeddin Efendi, der Erster Vizepräsident wurde, durchsetzen. Zweiter Vizepräsident wurde Hüdaverdizâde Hovhannes Allahverdian.

### Gerichtsbarkeit
Im Abschnitt محاكم / Meḥākim / ‚Gerichte‘ (Art. 81–91) wurde die Unabhängigkeit der Gerichte (vgl. Art. 86) und die Sicherheit der Richter garantiert. Art. 81 regelte zunächst die Ernennung, Versetzung, Pensionierung und die Absetzung von Richtern, wonach diese per Dekret ernannt und nicht absetzbar waren, jedoch freiwillig auf das Amt verzichten konnten. Weiteres war einem speziellen Gesetz zu entnehmen. Gerichtsverhandlungen mussten grundsätzlich unter Beteiligung der Öffentlichkeit erfolgen; Urteile durften veröffentlicht werden. Ein Ausschluss der Öffentlichkeit war, in im Gesetz geregelten Fällen, zulässig (Art. 82). Jedem stand es zu, vor Gericht von den notwendigen gesetzlichen Mitteln Gebrauch zu machen (Art. 83).
Art. 87 bestimmte, dass „Prozesse, die sich auf das Scheriatrecht beziehen, […] vor den Scheriatgerichten, jene, welche nach dem bürgerlichen Gesetze entschieden werden, vor den Zivilgerichten geführt“ wurden.
Hoher Gerichtshof

Gemäß Art. 92 war das Hohe Gericht (دیوان عالی / Dīvān-ı ʿĀlī; Art. 92–95, Abschnitt 9) für Verfahren gegen Minister, Mitglieder des Kassationshofes und gegen Personen, „die gegen die Person oder die Rechte des Sultans zu handeln oder die Sicherheit im Staate zu gefährden versuchen“, zuständig. Dem aus zwei Kammern bestehenden Gericht gehörten je zehn Mitglieder aus dem Senat, dem Staatsrat (شورای دولت / Şūrā-yı Devlet) und aus dem Kassations- und Appellationshof (محكمهٔ تمييز و استئناف / Maḥkeme-ʾi Temyīz ve İstiʾnāf), also insgesamt 30 Mitglieder an (Art. 92). Die Anklagekammer (دائرهٔ اتهامیه / Dāʾire-ʾi İthāmīye) bestand aus neun (Art. 93), die Urteilskammer (دیوان حكم / Dīvān-ı Ḥüküm) aus 21 Richtern (Art. 95). Nach Art. 94 hatte die Anklagekammer mit einer Zweidrittelmehrheit zu entscheiden, ob überhaupt Klage erhoben wurde. Bei Erhebung einer Klage entschied die Urteilskammer ebenfalls mit Zweidrittelmehrheit nach geltendem Gesetz, wobei die Urteile weder appellabel noch kassierbar waren (Art. 95).

### Finanzen
Steuern durften nur auf der Grundlage von Gesetzen erhoben werden (Art. 96). Budgetentwürfe wurden unmittelbar nach Eröffnung des Parlaments dem Abgeordnetenhaus vorgelegt (Art. 99) und nach Prüfung im Parlament entweder an das Abgeordnetenhaus zurückverwiesen oder approbiert und an den Großwesir weitergeleitet (Art. 98 i. V. m. Art. 64). Die Gültigkeit des Budgets betrug grundsätzlich ein Jahr, konnte jedoch im Falle eines aufgelösten Abgeordnetenhauses durch kaiserlichen Erlass und Beschluss der Minister um ein Jahr verlängert werden (Art. 102). Zudem wurde ein Rechnungshof (دیوان محاسبات / Dīvān-ı Muḥāsebāt) gegründet und war für die Überprüfung der mit Finanzen betrauten Beamten (Art. 105) zuständig. Der Rechnungshof bestand aus zwölf Mitgliedern, die vom Sultan ernannt und nur durch das Abgeordnetenhaus entlassen werden konnten (Art. 106).

### Verschiedene Bestimmungen
Im zwölften und letzten Abschnitt (Art. 113–119 bzw. 121) fanden sich die „Verschiedenen Bestimmungen“ (مواد شتی / Mevādd-ı Şettā). Nach Art. 113 Satz 1, 2 konnte die Regierung bei Bedarf einen örtlich und zeitlich begrenzten Belagerungszustand (ادارۀ عرفيه / İdāre-ʾi ʿÖrfīye) verhängen und dem Sultan stand bis zum August 1909 aus Art. 113 Satz 3 das Verbannungsrecht zu. Primärunterricht (birinci mertebe) war für alle Osmanen verpflichtend (Art. 114). Art. 115 schützte die Verfassung vor Suspendierung und Außerkraftsetzung. Eine Verfassungsänderung konnte nur auf Vorschlag des Ministerrats, des Senats oder des Abgeordnetenhauses durch eine Annahme mit Zweidrittelmehrheit im Senat und eine Bestätigung der Annahme mit Zweidrittelmehrheit im Abgeordnetenhaus sowie mit Zustimmung des Sultans vorgenommen werden (Art. 116). Für Justizangelegenheiten war der Kassations- und Appellationshof, für Verwaltungsangelegenheiten der Staatsrat und für Verfassungsfragen der Senat zuständig (Art. 117).
Ab dem August 1909 schützte Art. 119 das Briefgeheimnis, Art. 120 garantierte einerseits die Vereinigungsfreiheit und verbot andererseits Vereine, „die gegen die Moral und die guten Sitten verstoßen oder dem Zwecke dienen, den territorialen Bestand des osmanischen Reiches zu verletzen, die Form der Verfassung und Regierung zu ändern, gegen die Bestimmungen der Verfassung zu handeln und die verschiedenen osmanischen Volksteile politisch zu trennen“. Auch wurde die Gründung geheimer Gesellschaften verboten. Sitzungen im Senat hatten nach Art. 121 grundsätzlich öffentlich zu sein, konnten aber auf Antrag der Minister oder fünf Senatoren mit Stimmenmehrheit nichtöffentlich abgehalten werden.

## Bedeutung und Kritik
Durch diese Verfassung wurde erstmals im Osmanischen Reich der Versuch unternommen, der religiösen Legitimation der Herrschafts- und Staatsgewalt mit demokratischen Elementen die Absolutheit abzusprechen. Dieser misslang jedoch in Anbetracht der Tatsache, dass die Verfassung von einem direkt durch den Sultan einberufenen Ausschuss erarbeitet und die Entwürfe seitens Monarchisten wie Mütercim Mehmed Rüşdi Pascha oder Ahmed Cevdet Pascha überprüft wurden. Das Dokument schützte schließlich die Rechte und Privilegien des Herrschers gegenüber Volk und Parlament. Der Sultan blieb theokratisch legitimierter Herrscher, auf den die Staatsorganisation zugeschnitten war. Somit herrschte der Sultan trotz einer de jure gültigen Verfassung im absolutistischen Sinne. Dies zeigte sich insbesondere in der Schließung des Parlaments nur elf Monate nach Inkrafttreten der Verfassung. Die per Ferman verkündete Verfassung wurde erneut durch ein Ferman faktisch außer Kraft gesetzt. Die in der Verfassung – allerdings auch schon in vorausgehenden Erlässen – garantierten Grundrechte waren in der Osmanischen Rechtsgeschichte zwar nicht belanglos, allerdings wegen des Verbannungsrechts nach Art. 113 Satz 3 durch das Gutdünken des Herrschers stark beschränkt.
Wie stark sich die über dreißig Jahre währende faktische Unwirksamkeit der Verfassung auf die Pressefreiheit auswirkte, machte sich nach dem Verbot der Pressenzensur im Jahr 1908 bemerkbar. So stieg die Anzahl erscheinender Periodika nach der Wiederinkraftsetzung der Verfassung schlagartig. In den Jahren 1908 und 1909 wurden 330 Werke gezählt (siehe dazu auch Artikel über Mehmed Memduh).